# فتاة الركلة العالية (فلم)
هاي كيك غيرل! (باليابانية: ハイキック・ガール!) (بالإنجليزية: !High Kick Girl) ، هي فيلم ياباني أنتجه شركة توي للإنتاج السينمائي والإعلامي سنة 2009م، من بطولة رينا تاكيدا.

## قصة الفيلم
في إحدى المدن اليابانية المتقدمة تعرض أحد الأشخاص من مجموعة مثيري الشغب والذين كان هدفهم الحصول على المال، تقوم بطلة الفيلم بممارسة الكاراتيه للدفاع عن نفسها ضد الأشرار.

## الممثلون
- رينا تاكيدا في دور كي تسوشيا
- تاتسويا ناكا في دور يوشيكاي ماتسومورا
- هايسي واتانابي في دور شوراي
- أكيهيتو تاكاهاشي في دور ريوسوكي ناكاما
- ساياكا أكيموتو في دور ريكي

## وصلات خارجية
- الموقع الرسمي
 (باليابانية)
- مقالات تستعمل روابط فنية بلا صلة مع ويكي بيانات